# Armpadde
Armpadder er en gruppe af salamandere som omfatter fire arter. De mangler både bagben bækken og har kun forben. De har ydre gæller hele livet, og er nært knyttet til vand.
Armpadder graver furer på havbunden hvor de gemmer sig. De spiser fisk, insekter og andre hvirvelløse dyr.
De lægger deres æg på vandplanters blade.
Armpadder:
- Siren reticulata - leopardål